# Licania lata
Licania lata là một loài thực vật có hoa trong họ Cám. Loài này được J.F.Macbr. mô tả khoa học đầu tiên năm 1934.